# Wspólnota administracyjna Stadtprozelten
Wspólnota administracyjna Stadtprozelten – wspólnota administracyjna (niem. Verwaltungsgemeinschaft) w Niemczech, w kraju związkowym Bawaria, w rejencji Dolna Frankonia, w regionie Bayerischer Untermain, w powiecie Miltenberg. Siedziba wspólnoty znajduje się w mieście Stadtprozelten.
Wspólnota administracyjna zrzesza jedno miasto (Stadt) oraz jedną gminę wiejską (Gemeinde): 
- Altenbuch, 1 257 mieszkańców, 9,79 km²
- Stadtprozelten, miasto, 1 598 mieszkańców, 10,84 km²